# Microsoft Small Basic
Microsoft Small Basic jest projektem, który ma na celu uczynienie programowania łatwo przyswajalnym dla początkujących. Składa się z trzech odrębnych części:
- język programowania
- środowisko programistyczne
- biblioteki

Język czerpie inspirację z BASIC-a, ale opiera się na .NET.

## Język
Tradycyjny najprostszy program 'Hello World' wygląda następująco:
```
TextWindow
.
WriteLine
(
"Hello World"
)

```

Przykład pętli for
```
for
 
i
 
=
 
1
 
to
 
10

TextWindow
.
WriteLine
(
"ten napis jest wyświetlany 10 razy"
)

EndFor

```

Small Basic jest przeznaczony dla wszystkich tych, którzy chcą nauczyć się programowania.
Small Basic został stworzony jako prosty i intuicyjny jak to tylko możliwe. Nie jest językiem ogólnego przeznaczenia służącym do rozwiązywania każdego problemu. W szczególności charakteryzują go:
- bardzo prosty interfejs zintegrowanego środowiska (tylko kilka przycisków)
- bardzo prosta instalacja (pojedynczy plik *.msi o niewielkim rozmiarze)
- bardzo prosty język (11 słów kluczowych)
- przyjazna dla niedoświadczonego użytkownika pomoc kontekstowa
- polska wersja językowa

Cechy powyższe sprawiają, że zasób wiedzy potrzebnej do stworzenia działającego programu jest minimalny i (podobnie jak w czasach wbudowanych interpreterów BASIC) - osiągalny dla niemal każdego dziecka w pierwszych latach szkoły podstawowej.
Wydana w maju 2010 polska wersja językowa zawiera spolszczenie środowiska programistycznego, pomocy kontekstowej oraz podręcznika użytkownika. Sam język nie został w żaden sposób zmodyfikowany.